# Uwe Hübner (Autor)

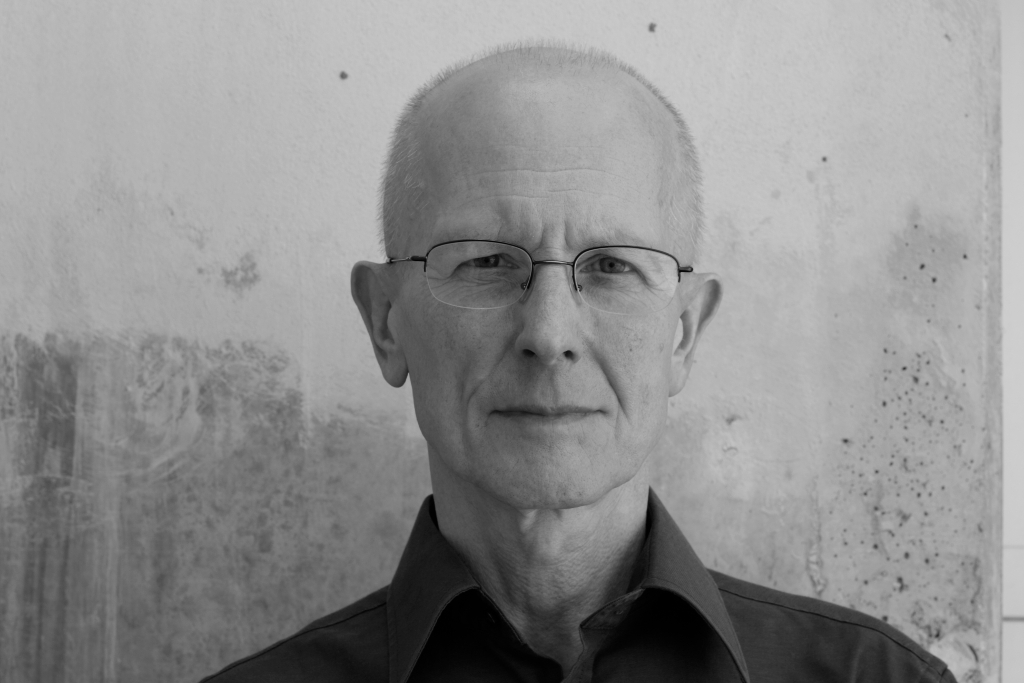
Uwe Hübner 2014

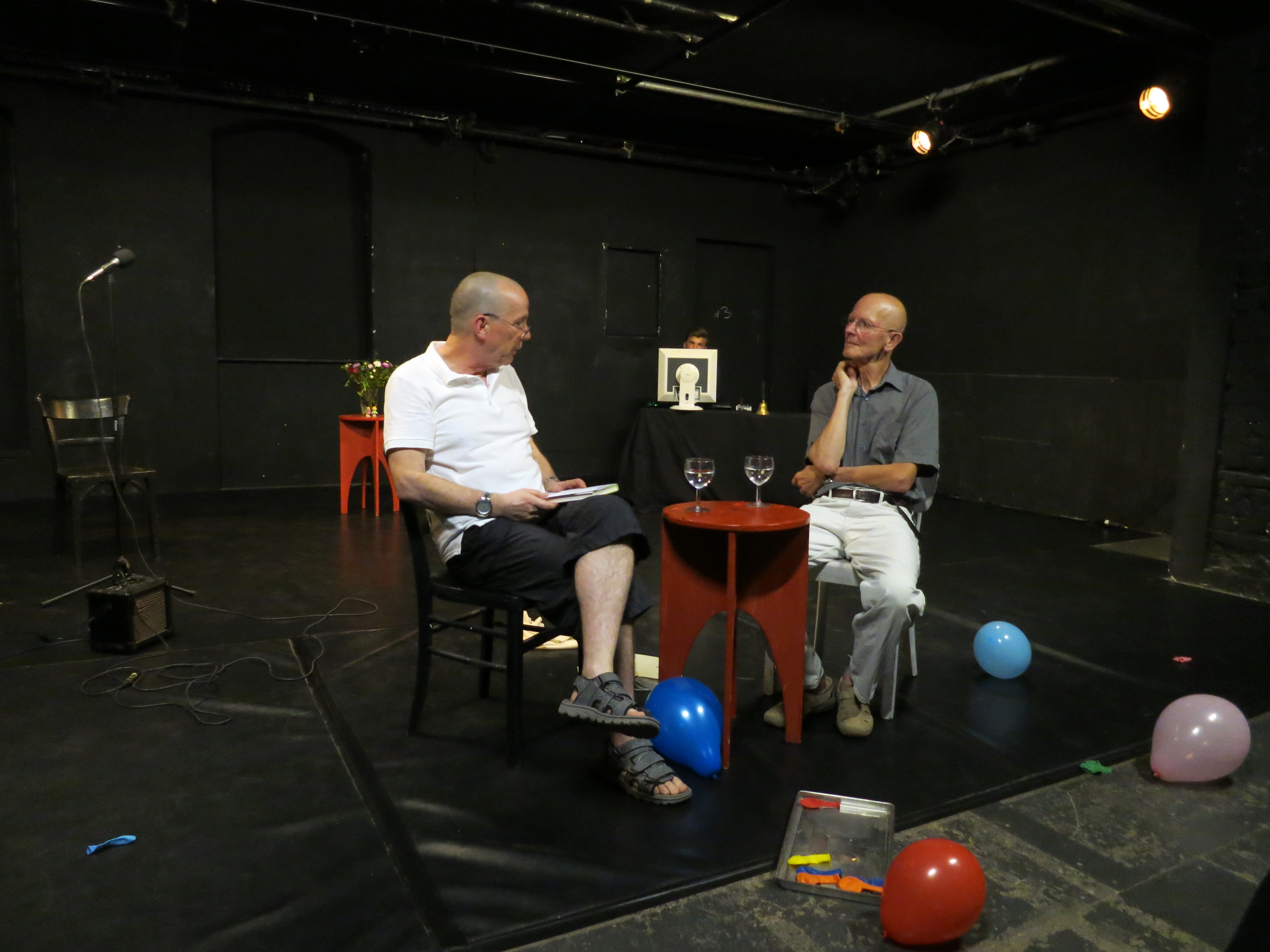
Uwe Hübner und Peter Mario Grau im ACUD Theater Berlin im August 2016.

Uwe Hübner (* 14. Februar 1951 in Gelenau/Erzgeb.; † 28. Juni 2024 in Dresden) war ein deutscher Autor. Er verfasste Prosa, szenische Texte, Lyrik und Essays.

## Leben.
Hübner wuchs in dem Industriedorf Gelenau im Erzgebirge auf. 1975 übersiedelte er nach Dresden. Er übte verschiedene berufliche Tätigkeiten aus, unter anderem war er Buchhändler. Von 1979 bis 1980 lebte er in Ost-Berlin, wo er Kontakte zu den Autoren des Prenzlauer Berg und oppositionellen Gruppierungen knüpfte. 1981 ging er zurück nach Dresden. Von 1982 bis 1984 beteiligte er sich an der Produktion von experimentellen Filmen im Super-8-Format (mit Peter Mario Grau und Volker Mehner). 1986 erfolgte während der Dresdner Musikfestspiele die Uraufführung der szenischen Musik „Monolog des G.“ – nach einem Text von Hübner; Komposition: Christian Münch, Regie: Uwe Hübner. Veröffentlichungen in Samisdat-Publikationen wie „Zweite Person“ (Leipzig 1988) und „Bizarre Städte“ (Dresden 1988). Von 1992 bis 1998 war Hübner als Galerist tätig; 1994 kuratierte er in der Städtischen Galerie für Gegenwartskunst Dresden die Ausstellung „Five O' Clock“ mit Arbeiten von Cornelia Schleime, Rosemarie Trockel, Volker Mehner, Siegfried Anzinger und Jiří Georg Dokoupil.
Uwe Hübner lebte bis zu seinem Tod im Juni 2024 als freischaffender Autor in Dresden.

## Werke
- Pinscher und Promenade. Kurze Prosa und szenische Texte mit Zeichnungen von Siegfried Anzinger. Galrev Verlag, Berlin 1993, ISBN 3-910161-29-4
- Löchrige Deckschicht. Gedichte, Künstlerbuch mit Holzschnitten von Volker Mehner, Dresden 2003
- Jäger Gejagte. Gedichte. Poetenladen Verlag, Leipzig 2013, ISBN 978-3-940691-49-1